# Heliconius gaea
Heliconius gaea är en fjärilsart som beskrevs av Riffarth 1901. Heliconius gaea ingår i släktet Heliconius och familjen praktfjärilar. Inga underarter finns listade i Catalogue of Life.